# Miguelito (futebolista)
José Miguel Organista de Simões Aguiar (Póvoa de Varzim, 4 de Fevereiro de 1981), mais conhecido como Miguelito, é um futebolista português.
Depois de jogar no Sporting Clube de Braga por transferência do Sport Lisboa e Benfica, mudou-se  para o Club Sport Marítimo.
No início de 2010 foi cedido a título de empréstimo ao Belenenses.